# Plamka gęsta

Budowa kłębuszka nerkowego

Plamka gęsta (łac. macula densa) – grupa zmodyfikowanych komórek kanalika II rzędu (wstawki), występująca w miejscu zbliżenia się kanalika do ciałka nerkowego, pełniąca rolę osmoreceptora. Od pozostałych komórek różni się morfologią i ultrastrukturą. Komórki plamki gęstej są wyższe (najczęściej walcowate), ich jądra bardziej upakowane, a aparat Golgiego znajduje się w części przypodstawnej (w pozostałych komórkach kanalika położony jest wierzchołkowo).
Plamka gęsta współtworzy (z komórkami przykłębuszkowymi i komórkami mezangium zewnętrznego) aparat przykłębuszkowy.